# Mary Ure
Eileen Mary Ure (Glasgow, 18 de febrero de 1933 - Londres, 3 de abril de 1975) fue una actriz británica de cine, teatro y televisión.

## Vida
Fue esposa durante doce años del actor británico Robert Shaw, con quien tuvo cuatro hijos, y con quien protagonizó tres películas: The Luck of Ginger Coffey (1964), La última aventura del General Custer (1966) y Un reflejo del miedo (1973).
Sin embargo, donde más se dio a conocer fue en el clásico de 1968 El desafío de las águilas, donde compartía protagonismo con Clint Eastwood y Richard Burton.
En 1961 fue nominada al Oscar como mejor actriz secundaria por su papel de Clara Dawes en Hijos y amantes, de Jack Cardiff.

## Premios y distinciones
Premios Óscar
| Año  | Categoría               | Película        | Resultado |
| ---- | ----------------------- | --------------- | --------- |
| 1961 | Mejor actriz de reparto | Hijos y amantes | Nominada  |